# Base Decepción
Base Decepción (em inglês:  Deception Station) é uma base antártica Argentina localizada na Ilha Decepção, Ilhas Shetland do Sul.

## História
A estação foi fundada em 25 de janeiro de 1948 e foi uma estação ocupada o ano inteiro até dezembro de 1967 quando erupções vulcânicas forçaram a evacuação da base. Desde então ela é habitada apenas durante o verão.
A ilha sofreu severas erupções vulcânicas em 1967, 1969 e 1970.
Em 1950 um sismógrafo foi instalado na base, e em 1951 também recebeu equipamento ionosférico. Em 1993 um observatório vulcânico foi aberto.

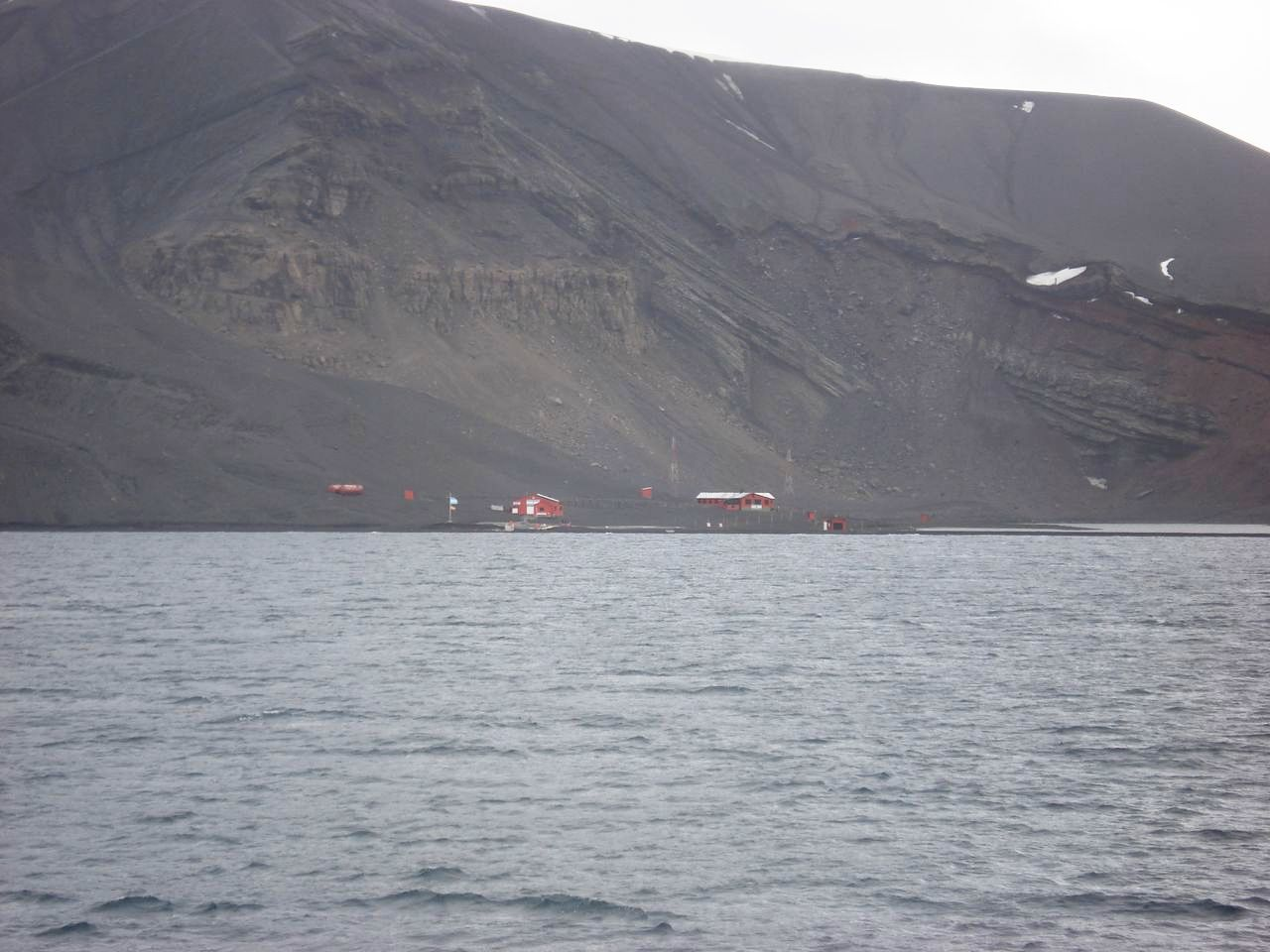
Visão da base em janeiro de 2009